# 오이달롭스

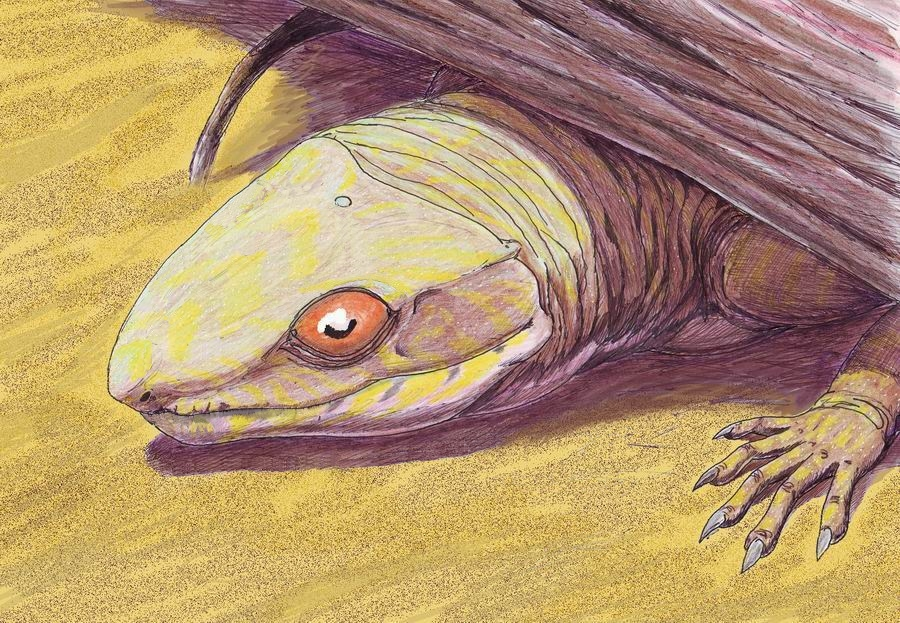

오이달롭스(학명:Oedaleops campi)는 도마뱀목 바라놉스과에 속하는 도마뱀이다. 지금은 멸종된 종으로서 전체적인 몸길이가 2~4m인 거대한 도마뱀에 속한다.

## 특징
오이달롭스는 미국 서남부의 얼리 퍼미언에서 온 카세아사우르 시냅시드의 멸종된 속이다. 뉴멕시코의 커틀러 형성에서 화석이 발견되었는데, 이 화석은 얼리 퍼미언의 울프캠프 단계로 거슬러 올라간다. 모든 유해는 알려진 단일 종인 오이달롭스 캠피에 속한다. 오이달롭스는 에오티리스와 밀접한 관련이 있었고 둘 다 에오티리디과 가족의 일원이다. 에오티리스처럼 그것은 아마 살충제였을 것이다. 오이달롭스는 1965년에 고생물학자인 완 랭스턴 주니어에 의해 대부분 완성된 두개골(규격 UCMP 35758, 오이달롭스의 홀형이다.)과 몇 개의 고립된 두개골과 후두엽 파편들에 기초하여 처음 묘사되었다. UCMP 35758 두개골은 대부분의 진화 관계 분석에 사용된 오이달롭스의 유일한 표본이었다. 더 단편적인 표본은 아에로사우루스 같은 다른 커틀러 형성 시냅스(Cutler Formation 시냅스)의 뼈와 구별하기 어렵기 때문에 조심해서 오이달롭스에 배정되었다. 2013년에 추가로 오이달롭스의 표본이 설명되었는데 여기에는 고립된 많은 의치골(아래턱뼈), 가슴뼈와 사지뼈, 그리고 적어도 세 명의 새로운 개인을 나타내는 이격화된 척추뼈 등이 포함된다. 오이달롭스는 옆에서 보면 볼록한 여백을 가진 넓고 낮은 두개골을 가지고 있다. 그것은 큰 궤도나 눈구멍과 수많은 이빨을 가지고 있는데 이것은 대부분의 카제사우르스를 가지고 있다. 궤도의 위쪽 여백에서 더 큰 부분을 이루는 전두골을 갖는다는 점에서 가장 가까운 친척인 어오시리스와는 다르다. 오이달롭스의 또 다른 두드러진 특징은 시간적 페네스트라라고 불리는 두개골 뒤쪽의 구멍에서 궤도의 뒷부분을 분리하는 뼈다귀인 후두막대의 얇음이다. 오이달롭스는 확대된 개복숭이 이빨과 무딘 주둥이 어오티리스가 부족하다. 꼬리뼈가 알려져 있지 않기 때문에 오이달롭스의 전체 몸 길이는 불확실하다.등추기둥의 길이(등을 구성하는 척추뼈의 길이이다.)는 오이달롭스의 개별 등추의 길이와 관련 시냅스에 존재하는 등추의 수에서 약 20 센티미터(7.9 인치)로 추정할 수 있다. 두개골의 길이를 추가하면 25 센티미터(9.8 인치)의 코우트-벤트 길이(두골 끝에서 엉덩이까지의 몸 길이이다.)가 된다. 다른 초기 시냅스들과 마찬가지로 오이달롭스는 아마도 팔다리가 쭉쭉 뻗어 있었고 몸은 땅바닥에 낮게 깔려 있었다. 몸의 앞부분이 엉덩이 높이보다 약간 높아졌을지도 모른다. 또한 오이달롭스는 눈이 있던 뼈의 공간이 넓은 점을 감안해 생존했을 당시에는 눈이 커서 시력이 좋았던 도마뱀으로 추정된다. 분류학적으로 본다면 1965년에 오이달롭스라는 이름이 붙은 이후 텍사스주의 얼리 퍼미언 출신의 어오시리스와 가까운 친척으로 해석되어 왔다. 랑스톤은 두 마리 모두 아오시리디과에 속했다. 1980년 이후 대부분의 계통생성학적 분석은 카세아사우루스과라고 불리는 쇄골이나 진화적 그룹에 아오티리드를 배치하는데, 이 또한 카세아과라고 불리는 초식성 에일리 페미안 시냅스 계열을 대부분 포함한다. 대부분의 분석은 카세아과를 단궁류(시냅시다:Synapsida0 내에서 가장 기초적인 층으로 배치한다. 케이스아이드와 아오시디드는 시냅시드의 마지막 공통 조상과 동등하게 밀접하게 관련되어 있으므로 오이달롭스와 다른 아오시디드(큰 머리와 비교적 좁은 몸으로 특징지어진다.)의 신체계획은 케이스이드의 신체계획(극히 S자 모양으로 특징지어진다.)보다 시냅시드 공통조상에 대해 예측되는 것에 더 근접하게 된다. 상가의 머리와 통 모양의 몸통이다. 따라서 오이달롭스는 계통생성학적 분석에서 가장 중요한 세카 중 하나이며 그 뼈대의 특징은 다른 시냅스들의 관계에 중요한 영향을 미친다. 현재의 분석으론 에오티시리스가 오이달롭스보다 케이스이드와 더 밀접하게 연관되어 있다는 것(에오티시디대를 부갑상선으로 만드는 것이다.)을 제외하고 이전 분석에서 발견된 것과 동일한 관계를 많이 보여주는 수미다 외(2013년)의 계통생성 분석이다. 먹이로는 당대에 서식했던 곤충, 절지동물, 무척추동물의 육식성 먹이와 식물의 잎과 열매로 이뤄진 초식성 먹이를 모두 먹고 살았을 잡식성의 도마뱀으로 추정되는 종이다.

## 생존시기와 서식지와 화석의 발견
오이달롭스가 생존했었던 시기는 고생대의 페름기로서 지금으로부터 2억 9000만년전~2억 4500만년전에 생존했었던 종이다. 생존했었던 시기에는 북아메리카를 중심으로 하여 당시에 존재했었던 초원, 산림 등에서 주로 서식했었던 도마뱀이다. 화석의 발견은 1965년에 미국의 페름기에 형성된 지층에서 미국의 고생물학자인 완 랭스턴 주니어에 의하여 처음으로 화석이 발견되어 새롭게 명명된 종이다.

## 같이 보기
- 파충류
- 고생대
- 페름기
- 도마뱀
- 화석